# Westwijk (Vlaardingen)
Westwijk is een wijk in de Zuid-Hollandse stad Vlaardingen en is in de jaren vijftig en zestig van de 20e eeuw gebouwd. De naam Westwijk is een verwijzing naar de ligging ten westen van de oude stad. De wijk ligt globaal ten zuiden van de A20, ten noorden van de Van Boendaleweg, de Hoekse Lijn en de Nieuwe Maas, ten westen van de Marathonweg en ten oosten van een recreatiegebied met de surfplas.

## Geschiedenis
De bouw van de wijk die oorspronkelijk 20.000 inwoners zou huisvesten begon in 1954 op het grondgebied van de in 1941 geannexeerde vroegere gemeente Vlaardinger-Ambacht ten westen van de oude stad.  Alvorens met de bouw kon worden begonnen moest de grond worden opgehoogd met zand afkomstig uit de Oude haven. De wijk zelf werd onderverdeeld in een aantal subwijken onder meer "Wetering", "Lage Weide", "Zuidbuurt" en later "de Hoogkamer". De eerste bewoners kregen de sleutel in 1957 en de wijk was voornamelijk bestemd voor jonge arbeidersgezinnen en in mindere mate voor middenstanders. Er verscheen voornamelijk middelhoogbouw maar ook laagbouw. Verder kreeg de wijk veel groenvoorzieningen zoals plantsoenen, speeltuinen en sportvelden. Pas na 1960 kwamen er meer definitieve voorzieningen zoals scholen, kerken en winkels. Ook verschenen er voor de oudere bewoners een aantal bejaardentehuizen.
Tegenwoordig kent de wijk meer dan 12.000 inwoners en is deze na vijftig jaar aan vernieuwing toe. Hiervoor werd in 1995 het "Stedenbouwkundig Plan Westwijk 2005" opgesteld.
Westwijk heeft een eigen metrostation aan de Hoekse lijn (deze was van 1969 t/m 2017 een spoorwegstation), station Vlaardingen West. Hier bevindt zich het eindpunt van RET buslijnen 56 en 156 die de wijk verder ontsluit en verbindt met het Liesveldviaduct, Vlaardingen Oost en Holy.

## Archeologie
In 1958 werd bij werkzaamheden in Westwijk een vuurstenen bijl gevonden. Verder onderzoek leverde prehistorische bewoning op van jagers en boeren (3000-2000 v.Chr). Vanwege het eigen karakter heeft het aangetroffen vondstassemblage de naam Vlaardingencultuur gekregen. Aan de Arij Koplaan is ter herinnering aan de opgraving een plaquette geplaatst.
Stad: Vlaardingen

Wijken: Centrum · Holy · Oostwijk · Vlaardingerambacht · Westwijk

Buurtschap: Zuidbuurt

Zuid-Holland: Steden en dorpen      Nederland: Provincies · Gemeenten